# Мишић затезач широке фасције
Мишић затезач широке фасције (МЗШФ) један је од мишића карлице који заједно са великим седалим мишићем делује на илиотибијалну траку (ИТТ) која се везује за голењачу и наставља се са њом. Мишић помаже у одржавању равнотеже карлице док стојимо, ходамо или трчимо. Главна функција овог мишића је да произведе екстензију и бочну ротацију ноге у коленом зглобу. Поред тога, доприноси покретима бутине, делујући као релативно слаб абдуктор и медијални ротатор у зглобу кука.

## Анатомија
Мишић затезач широке фасције је фузиформни мишић који се налази у бочном делу бутине. Припада мишићима седалног региона, заједно са великим, средњим и малим седалним мишићима.
МЗШФ се налази  површно у антеролатералном аспекту бутине, протеже се од предњег дела илијачног гребене до горњег дела тибије, у који се убацује преко илиотибијалног тракта.

### Инервација
Инервацију обезбеђује горњи седални нерв (Л4-С1), грана сакралног плексуса.

### Снабдевање крвљу
Мишић затезач широке фасције је васкуларизован узлазном граном латералне циркумфлексне бутне  артерије.

## Функција
Иако мале величине, мишић затезач широке фасције ради са неколико мишићних група како би помогао у кретању и стабилизацији кука и колена:
- Омогућава са средњим и малим седалним мишићем  унутрашњу ротацију и абдукцију кука и са великим седалним мишићем преко ИТТ абдукцију кука.
- Делује на тибију преко припоја ИТТ за Гердијев туберкул бочне тибије. Он је помоћни флексор колена, иако се његово деловање види само када је колено савијено преко 30 степени. Штавише, ради са ИТТ да стабилизује колено када је у пуној екстензији. Такође делује преко ИТТ у бочној ротацији тибије. Ова бочна ротација се може извести док је кук у абдукцији и медијалној ротацији, као што се види када се шутира фудбалска лопта.

Клинички, главна функција мишић затезача широке фасције је да помаже у ходању. Он то ради тако што повлачи карличну кост доле на страну која носи тежину, што доводи до подизања контралатералног кука. Подизање кука који не носи тежину омогућава нози да се замахне без ударања о тло током фазе замаха у ходу 

## Галерија
- Front of the right thigh, with the position of the tensor fasciae latae indicated.
- Back of the left thigh, with the position of the tensor fasciae latae indicated.
- Muscles of the pelvis and upper leg, showing the tensor fasciae latae at the middle left.
- Origin and attachment.
- Tensor fasciae latae muscle
- Tensor fasciae latae muscle